# A Man on the Moon
A Man on the Moon: The Voyages of the Apollo Astronauts é um livro de Andrew Chaikin, originalmente publicado em 1994. Descreve as viagens dos astronautas do Programa Apollo em detalhe, indo das Apollo 8 até a 17.
“Após uma década em produção, este livro é baseado em centenas de horas de profundas entrevistas com cada um dos vinte e quatro astronautas lunares, como também aqueles que contribuíram com poder cerebral, treinamento e trabalho em equipe na Terra."
Esse livro foi base para a minissérie de televisão From the Earth to the Moon. Foi lançado como capa mole em 2007 pela Penguin Books, ISBN 978-0-14-311235-8.

## Ligação externa
- A Man on the Moon. [S.l.: s.n.] 1994. ISBN 0-14-027201-1